# Aodhán Ó Ríordáin
Aodhán Ó Ríordáin (ur. 22 lipca 1976 w Dublinie) – irlandzki polityk i nauczyciel, deputowany krajowy, senator, poseł do Parlamentu Europejskiego X kadencji.

## Życiorys
Absolwent University College Cork, kształcił się też w Marino Institute of Education. Pracował jako nauczyciel, pełnił funkcję dyrektora jednej ze szkół. Zaangażował się w działalność polityczną w ramach Partii Pracy. W 2004 i 2009 wybierany do rady miejskiej Dublina, w latach 2006–2007 pełnił funkcję zastępcy burmistrza. W wyborach w 2011 uzyskał mandat posła do Dáil Éireann 31. kadencji. W 2014 objął niższe stanowisko rządowe ministra stanu, które zajmował do 2016. W tym samym roku został członkiem Seanad Éireann w ramienia panelu przemysłowo-handlowego. W 2020 powrócił do niższej izby Oireachtas. Również w 2020 bez powodzenia ubiegał się o przywództwo w Partii Pracy. W 2024 został natomiast wybrany do Parlamentu Europejskiego X kadencji.